# Lökebergsskredet
Lökebergsskredet var ett stort jordskred som inträffade morgonen den 13 november 2019 cirka 600 meter väster om Lökebergs badplats vid Bastevik, Kungälvs kommun. Ett område på 100 gånger 200 meter omfattades av skredet. Ingen människa skadades.
När skredet inträffade höll medarbetare vid ett entreprenörsföretag på med stabilitetsförbättrande arbeten i området inför kommande byggnation. Statens geotekniska institut pekade i sin slutrapport på att kvicklera i området hade bidragit till skredets stora omfattning. Länsstyrelsen i Västra Götalands län beslutade om tillträdesförbud i området eftersom det förelåg risk för nya skred. Förbudet upphävdes 23 december 2020.